# Stars on 45
Stars on 45 («Звёзды на сорокапятках») — нидерландская поп-группа, созданная в начале 1981 года как студийный проект, которым руководили издатель и продюсер «Shocking Blue» Уильям ван Коотен и Яап Эггермонт, экс-барабанщик «Golden Earring» и продюсер дебютного альбома «Livin’ Blues» — «Hell’s Session».
Группа получила широкую известность благодаря своим попурри, в которых, при единой на всём протяжении песни ударной партии, она удачно имитировала стиль и манеру исполнения групп «The Beatles», «Rolling Stones», «ABBA», «Boney M.», Стиви Уандера, а также исполнителей в стиле диско. Летом 1981 года группа занимала первые места в хит-парадах ведущих музыкальных журналов Голландии, Европы, Англии, США, Австралии.
Две долгоиграющих виниловых пластинки Stars on 45 («Звёзды дискотек») вышли в Советском Союзе. Группа вернула интерес к музыке шестидесятых по всему миру, дав жизнь десятку музыкальных коллективов, которые стали специализироваться на попурри.
Число «45» в заглавии обозначает скорость вращения виниловых пластинок-синглов.

## Дискография
- Long Play Album (1981)
- Longplay Album – Volume II (1981)
- The Superstars (1982)
- Stars on Frankie (1987)
- The ClubHits new '98 recordings (1998)